# Racing Club Bobo-Dioulasso
Racing Club Bobo-Dioulasso (Racing Club de Bobo-Dioulasso) ist ein Sportverein aus Bobo-Dioulasso, der zweitgrößten Stadt des westafrikanischen Staates Burkina Faso. RCB ist die geläufige Kurzform des Namens.

## Geschichte
Der Verein entstand im Juni 1949 aus der Fusion von US Bobo-Dioulasso (Union sportive bobolaise) und Union Soudanaise Bobo-Dioulasso. USB war Nachfolger von Togo-Daho Bobo-Dioulasso, dem 1935 gegründeten und damit ältesten Klub auf dem Gebiet des heutigen Burkina Faso. Togo-Daho war von aus Dahomey (heute Benin), Union Soudanaise von aus Französisch-Sudan (heute Mali) stammenden Bewohnern der Handelsmetropole gegründet worden. Initiatoren der Fusion waren unter anderem Karamoko Touré, Moussa Namoko und Roger Ekwé.
Die Vereinsfarben sind Schwarz und Weiß, in der Anfangszeit spielte RCB in Trikots mit schwarz-weißen Querstreifen. Racing hat seine Wurzeln im Stadtviertel Diarradougou, daher der Spitzname Les Panthères de Diarradougou (frz. „die Panther von Diarradougou“).
In den 1950er-Jahren nahm der Verein mehrmals am Pokalwettbewerb von Französisch-Westafrika teil, war dort aber zumeist chancenlos, wie bei der 0:13-Niederlage gegen Darsalamy. Anfang der 1960er-Jahre fusionierte RCB mit Reconnaissance Bobo-Dioulasso, einem Verein von Maliern.
RCB wurde bisher dreimal Burkinischer Meister (1972, 1996, 1997) und konnte sechsmal den nationalen Pokalwettbewerb (Coupe du Faso) gewinnen (1961, 1962, 1984, 1987, 1995, 2007). Mit dem Turniersieg 1961 wurde Racing erster Sieger des Pokals nach der Unabhängigkeit des damaligen Obervolta.
Die Saison 2006/07 schloss Racing auf dem 5. Rang der Meisterschaft und mit dem Gewinn des Pokalwettbewerbs gegen US Ouagadougou (2:1) ab. Damit sicherte sich der Verein die Teilnahme am CAF Confederation Cup 2008.
Da das Stade Omnisports de Bobo-Dioulasso wegen hoher Unterhaltskosten nicht mehr für Ligaspiele benutzt wird, trägt der Klub seine Heimspiele im Stade Wobi aus. Das Trainingsgelände befindet sich bei der ehemaligen Pferderennbahn im Sektor 2. Präsident des Vereins ist Adama Tapsoba, Generalsekretär Amadou Bamba, die Erste Mannschaft wird von Brama Traoré trainiert.
Der beim 1. FC Kaiserslautern unter Vertrag stehende Moussa Ouattara begann seine Karriere bei RCB.
Im Januar 2007 bekam der Verein Materialspenden vom Unternehmen SATCI überreicht.

## Erfolge
- Burkinischer Meister: 1972, 1996, 1997, 2014/15
- Burkinischer Pokalsieger: 1961, 1962, 1984, 1987, 1995, 2007, 2014
- Burkinischer Supercup-Sieger: 1995, 2014
- Burkinabé Leaders Cup-Sieger: 1993, 1997, 1998

## Statistik in den CAF-Wettbewerben
| Wettbewerb                    | Runde         | Gegner                  | Hinspiel | Rückspiel |  |
| ----------------------------- | ------------- | ----------------------- | -------- | --------- |  |
|                               |               |                         |          |           |  |
| African Cup Winners’ Cup 1984 | 1. Runde      | MC Algiers              | 0:4 (A)  | 2:0 (H)   |  |
| African Cup Winners’ Cup 1985 | Qualifikation | Trarza Rosso            | n. a.    | n. a.     |  |
| CAF Cup 1994                  | 1. Runde      | US Chaouia              | 2:1 (H)  | 1:3 (A)   |  |
| CAF Champions League 1997     | Qualifikation | Junior Professionals FC | 0:2 (A)  | 1:0 (H)   |  |
| CAF Champions League 1998     | 1. Runde      | ASEC Abidjan            | 1:0 (H)  | 1:4 (A)   |  |
| CAF Confederation Cup 2015    | Qualifikation | Warri Wolves            | 0:1 (H)  | 0:3 (A)   |  |
| CAF Champions League 2016     | Qualifikation | Stade Malien            | 1:3 (A)  | 0:1 (H)   |  |

- 1985: Der Verein zog seine Mannschaft nach der Auslosung zurück.

## Trainer
| Trainer        | Nation       | von          | bis           |
| -------------- | ------------ | ------------ | ------------- |
| Mahamadi Bagué | Burkina Faso | 1. Juli 2018 | 30. Juni 2019 |